# パイモン (原神)
パイモン（英: Paimon）とは、オンラインゲーム『原神』に登場する非プレイアブルキャラクターである。

## 概要
原神のストーリーで最初に登場し、主人公のガイドを行うマスコットキャラクター。ほぼ全てのストーリー、ゲームアイコン、及びシステムメニューなどに登場する。声優は古賀葵（日本語版）。
正体が妖精であること以上の詳細は判明しておらず、旅人からは「非常食」といじられることがある。
原神を代表するキャラクターであり、CM等にも多数出演する。